# Buteo hemilasius
Buteo hemilasius là một loài chim trong họ Accipitridae.

## Hình ảnh

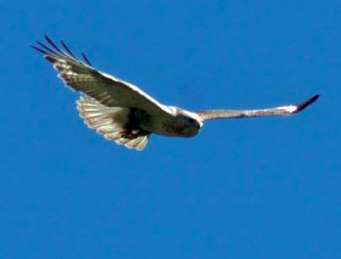
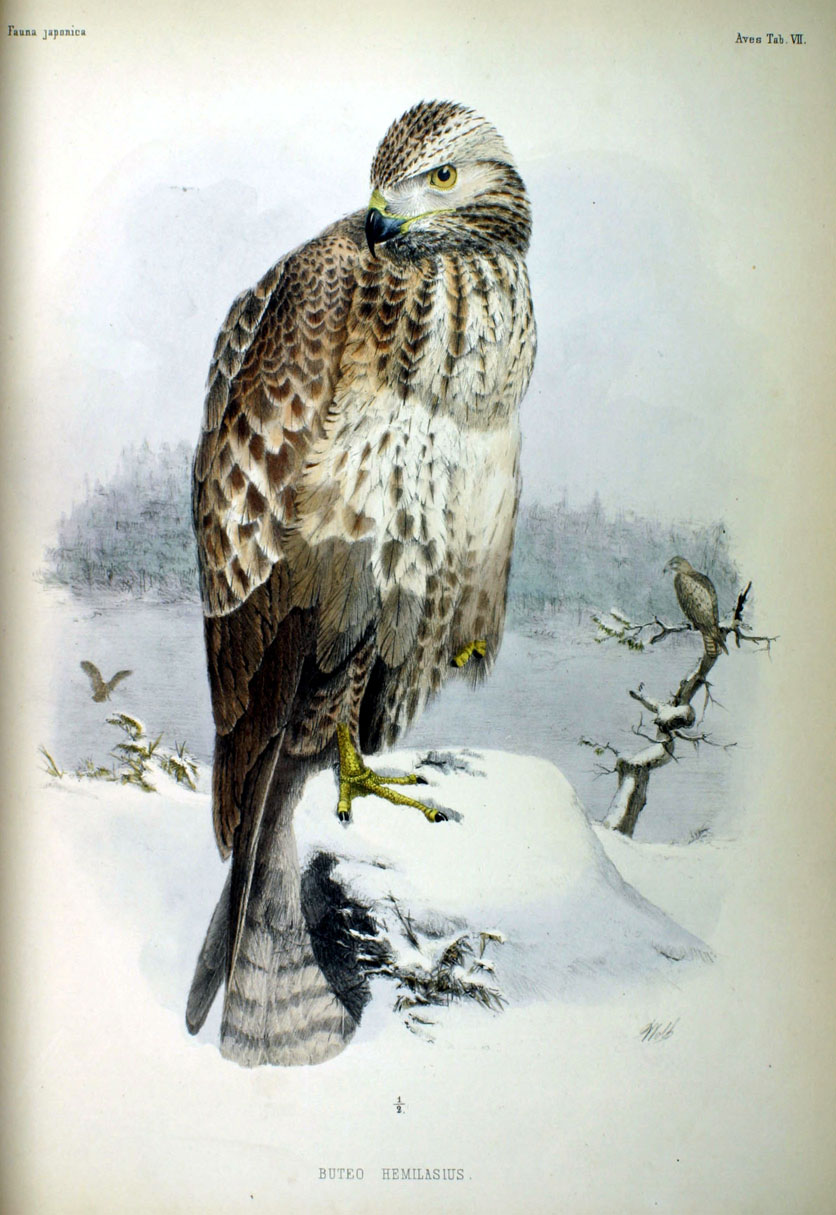